# Mašte
Mašte es un pueblo ubicado en el municipio de Berane, en Montenegro.

## Demografía
Hasta 2011 la población era de 149 habitantes, conformada por 50 hogares y 99 viviendas.
| 356                                                              | 354 | 305 | 271 | 243 | 216 | 206 | 149 |
| (Fuente: Population statistics of Eastern Europe & former USSR.) |     |     |     |     |     |     |     |

| Etnicidad                                           | Número | Porcentaje |
| --------------------------------------------------- | ------ | ---------- |
| Serbios                                             | 141    | 68,44 %    |
| Montenegrinos                                       | 41     | 19,90 %    |
| Musulmanes                                          | 1      | 0,49 %     |
| Yugoslavos                                          | 1      | 0,49 %     |
| Otros                                               | 22     | 10,68 %    |
| Fuente: Republic of Montenegro. Statistical Office. |        |            |